# Erwin Steinitzer
Natan Erwin Steinitzer (* 8. Oktober 1884 in Budapest; † 19. November 1925 in Frankfurt am Main) war ein deutsch-österreichischer Ökonom und Journalist jüdischer Herkunft.

## Leben
Natan Erwin (Ervin) Steinitzer wurde in Budapest, damals Kaiserreich Österreich-Ungarn, geboren. Seine Familie jüdischer Herkunft stammte aus Ungarn. Sein Vater war Moritz (Mor) Steinitzer (* 26. März 1855 in Arad, damals zu Ungarn, heute Rumänien; † Dezember 1925 in Wien), ein Wiener Börsenexperte (Händler und „Coulissier“) und Vertreter Londoner Firmen, u. a. der Textil- und Kurzwarenindustrie, in Österreich, seine Mutter Ilona Steinitzer geborene Felsenburg (* 25. Oktober 1860 in Budapest; † unbekannt). Er hatte keine Geschwister. Er war verheiratet mit Eleonora geborene Ebermayer.
Bereits als Student und Doktorand der Nationalökonomie und Staatswissenschaften an der Ludwig-Maximilians-Universität München hielt er ökonomische Vorträge und veröffentlichte Artikel über Aktienwesen und Steuerpolitik, die viel Beachtung fanden. 1904 erschien in den Jahrbüchern für Nationalökonomie und Statistik seine Abhandlung über die Besteuerung der Aktiengesellschaften in Österreich. Seine Doktorarbeit Die jüngsten Reformen der veranlagten Steuern in Österreich, eine historisch-kritische Studie über die Reformen von 1896 erhielt 1905 von der Ludwig-Maximilians-Universität München einen Preis. Im Sommer 1906 wurde Steinitzer dort „summa cum laude“ zum Doktor der Staatswissenschaften (Doctor oeconomiae publicae) promoviert. Er war zu diesem Zeitpunkt erst 22 Jahre alt. Als mehrere deutsche Bundesstaaten ihre Steuergesetzgebung einer Reform unterzogen, war er als Politikberater der Regierungen gefragt und publizierte dazu.
Er schlug jedoch keine Karriere in der Wissenschaft ein, sondern ging in den Journalismus und zog von München nach Berlin. Vor und nach dem Ersten Weltkrieg schrieb er als Korrespondent für mehrere Zeitungen und Zeitschriften in Deutschland und Österreich, unter anderem Neues Wiener Tagblatt und Fremden-Blatt (Wien) sowie für Der österreichische Volkswirt und März.
Im Ersten Weltkrieg arbeitete er für deutsche Regierungsstellen im Bereich der Kriegswirtschaft, darunter im Auswärtigen Amt, im Reichsamt des Innern und in der Reichskanzlei. Unter anderem war er Mitarbeiter von Karl Helfferich, für den er Denkschriften verfasste, die unter Helfferichs Namen verbreitet und zu Grundlagen für Regierungsentscheidungen wurden. Eine einflussreiche Denkschrift, die Reichskanzler Theobald von Bethmann Hollweg bei Helfferich in Auftrag gab, war 1915 gegen den U-Boot-Krieg gerichtet.
Steinitzer stand um 1913/14 publizistisch in engem Kontakt mit dem Soziologen und Ökonomen Max Weber. Er schrieb zwei Aufsätze für den von Weber herausgegebenen mehrbändigen Grundriss der Sozialökonomik (erst 1925 erschienen). Steinitzers wichtiger Beitrag zur Pressegeschichte und Presseforschung, der Artikel Die allgemeine Bedeutung des modernen Nachrichtenwesens im Grundriss der Sozialökonomik, wollte Weber ursprünglich selbst schreiben.
Nach Kriegsende wurde Steinitzer Redakteur der Berliner Tageszeitung Vossische Zeitung und blieb dort bis 1923. Nebenberuflich redigierte er zwischen Februar 1919 und Ende 1921 als Vertreter von Samuel Saenger den Politikteil der Zeitschrift Die neue Rundschau.
In die öffentlichen Debatten um die Wirtschaftsordnung und Finanzpolitik nach der Novemberrevolution 1918 schaltete sich Steinitzer mit seinem ökonomischen Sachverstand und einer linksliberal-bürgerlichen Haltung vehement ein. Er schrieb, neben Die neue Rundschau, für Das Tagebuch, Die Gegenwart und weiterhin für Der österreichische Volkswirt und andere. Beispielsweise wandte er sich mehrfach scharf gegen die sozialdemokratischen Sozialisierungspläne für die Industrie. Er nannte dieses Verstaatlichungs- und Vergesellschaftungsprogramm „unorganisch, wurzellos, ein künstliches Retortenprodukt“. Es würde „die Kontinuität der Entwicklung zerreißen, fundamentlos ein Kartenhaus in die Luft bauen, um darum nicht in Aufstieg, sondern in Desorganisation und Chaos zu münden“. Steinitzer argumentierte frühzeitig aus wirtschaftlicher Notwendigkeit für eine europäische, insbesondere deutsch-französische Verständigung und Versöhnung. In Die neue Rundschau empfahl er in einem Artikel „Europäisches Zusammenwirken“ Ende 1920 den Deutschen, „gemeinsam mit [der deutschen] auch die französische Wirtschaft wiederaufzubauen“. Nach der Ermordung des Außenministers Walther Rathenau (DDP), der als Unternehmer, aber auch als Ökonom und Publizist gewirkt hatte, schrieb Steinitzer einen auch von Rathenau-Biographen beachteten Nachruf auf Rathenau als Schriftsteller in der Vossischen Zeitung.
Im April 1923 wechselte er nach Frankfurt am Main zum General-Anzeiger, der größten Tageszeitung der Region. Er wurde Nachfolger des Chefredakteurs Max Schröder (1919–1923). Steinitzer blieb zweieinhalb Jahre Chefredakteur bis zu seinem plötzlichen Tod nach einer kurzen, intensiven Krankheit im November 1925. Steinitzer starb mit nur 41 Jahren.
Steinitzers Nachfolger wurde von 1926 bis 1936 Erich Dombrowski, der spätere Mitgründer der Mainzer Allgemeinen Zeitung und Frankfurter Allgemeinen Zeitung.

## Werke (Auswahl)
- Die jüngsten Reformen der veranlagten Steuern in Österreich, eine historisch-kritische Studie. Duncker und Humblot, Leipzig 1905. [auch als Hochschulschrift, Universität München 1905]
- Ökonomische Theorie der Aktiengesellschaft. Duncker und Humblot, Berlin 1908. [Inhalt, Auszug Reprint]
- Gegenwart und Zukunft der direkten Steuern in Österreich. Ein Präludium zur österreichischen Steuerreform 1909. In: Jahrbücher für Nationalökonomie und Statistik 35 (90) Nr. 6, 1908, S. 771–796 [Volltext JSTOR]
- Die Entwicklung zur Einkommensteuer in Bayern. E. Reinhardt, München 1909.
- Die Reichsbank, die Berliner Großbanken und der Zinsfuß. In: Zeitschrift für Volkswirtschaft, Sozialpolitik und Verwaltung, 1907, S. 665–674 [ANNO ÖNB Digitalisat]
- Politik und Reklame [über Wahlkampf in Amerika]. In: März Juli 1912.
- Der österreichische Volkswirt. 5. Jg., Heft 34, Mai 1913
- Die Techniker. In: Plutus. Kritische Wochenschrift für Volkswirtschaft und Finanzwesen. 9. Jg., Heft 43., 1913
- Taylorismus. In: Der österreichische Volkswirt. 6. Jg., Heft 37, 13. Juni 1914
- Die Arbeitslosigkeit und die Methoden ihrer Bekämpfung. In: Der Greif, Cottasche Monatsschrift, August 1914
- Glossen zur kriegswirtschaftlichen Literatur Deutschland. In: Der österreichische Volkswirt, Nr. 43, 7. August 1915
- Das Kriegsinvalidenproblem. In: Der österreichische Volkswirt, 8. Jg., Nr. 19, 5. Februar 1916
- Revolutionsregierung und Privatwirtschaft in Deutschland. In: Neues Wiener Tagblatt 27. November 1918, S. 6–7. [ANNO ÖNB Digitalisat]
- Die Entschuldung des Staates. In: Die neue Rundschau August 1919.
- Bürgertum und Revolution. Bausteine zur deutschen Zukunft. Heft 1 (28 Seiten). Verlag der Kulturliga, Berlin 1919. [DNB Digitalisat]
- Deutscher Neuaufbau und Bürgertum. In: Die neue Rundschau 30(1), 1919, S. 641–655.
- Das Ringen um die Wirtschaftsform. In: Die neue Rundschau 30(2), 1919, S. 1153–1170
- Die Steuerreform in Deutschland. In: Neues Wiener Tageblatt Nr. 268, 30. September 1919, S. 13 [ÖNB ANNO Digitalisat]
- Europäisches Zusammenwirken. In: Die neue Rundschau Nr. 31, 1920, S. 940.
- Commission des Réparations. In: Das Tage-Buch 1. Jg. Heft 3, 24. Januar 1920, S. 4–6.[ANNO ÖNB Digitalisat]
- Der Wirtschaftskampf Mittel- und Osteuropas. In: Die neue Rundschau, 31. Jg., Heft 12, Dezember 1920, S. 1422–1429.
- Gesetzgebung gegen alle. In: Das Tagebuch, 10. Januar 1920, S. 30–33.
- Finanzschrecken. In: Das Tage-Buch 1. Jg., Heft 26, 10. Juli 1920, S. 845–847 [ANNO ÖNB Digitalisat]
- Die deutsche Steuerkrise. In: Mitteilungen des Verbandes österreichischer Banken und Bankiers 4. Jg., Heft 1, Juni 1921.
- Unser Gegenvorschlag. [Rechenexempel] In: Das Tage-Buch 2. Jg., Heft 10, 12. März 1921, S. 289–291 [ANNO ÖNB Digitalisat]
- Die Wirth’sche Finanzreform. In: Mitteilungen des Verbandes österreichischer Banken und Bankiers. 4. Jg., Nr. 7/8, 31. Dezember 1921.
- Banken und Börsen in Deutschland. In: Der österreichische Volkswirt Nr. 38, 1924, S. 1166.
- Die deutsche Regierungskrise. In: Der österreichische Volkswirt Nr. 33, 1924, S. 1009. [ANNO ÖMNB Digitalisat]
- Der Schriftsteller Rathenau. In: Vossische Zeitung, Nr. 297, 25. Juni 1922, S. 3 [Volltext, Digitalisat ZEFYS]
- Bedarfsdeckung und Erwerbswirtschaft. Spezifische Elemente der modernen kapitalistischen Wirtschaft. In: Grundriss der Sozialökonomik, Band 4, Teil 1, J. C. B. Mohr (Paul Siebeck), Tübingen 1925, S. 111–160
- Die allgemeine Bedeutung des modernen Nachrichtenwesens. In: Grundriss der Sozialökonomik, Band 4, Teil 1, J. C. B. Mohr (Paul Siebeck), Tübingen 1925, S. 68–90